# فيرا روكلاين
فيرا روكلاين ( (بالروسية: Вера Николаевна Рохлина)‏فيرا نيكولاييفنا روكلينا ; 1896 - 4 أبريل 1934) كان رسامًا روسيًا ما بعد الانطباعية. 

في يونيو 2008، بيعت لوحتها «لاعبو الورق» وفي مزاد في دار كريستيز بلندن مقابل مليوني جنيه إسترليني. 
1. ↑  مذكور في: كلارا. معرف كلارا: 7104. العنوان: Vera Schlezinger Rockline. لغة العمل أو لغة الاسم: الإنجليزية.
2. ↑  مذكور في: قائمة الاتحاد لأسماء الفنانين. مُعرِّف قائمة الاتحاد لأسماء الفنانين (ULAN): 500110210. العنوان: Vera Rockline. لغة العمل أو لغة الاسم: الإنجليزية.
3. ↑  مذكور في: أثنيوم. معرف شخص في أثنيوم: 9851. باسم: Vera Rockline. الوصول: 9 أكتوبر 2017.
4. ↑  مذكور في: استنادات المكتبة الوطنية الفرنسية. مُعرِّف المكتبة الوطنية الفرنسية (BnF): 17133256t. باسم: Véra Rockline. المُؤَلِّف: المكتبة الوطنية الفرنسية. لغة العمل أو لغة الاسم: الفرنسية.
5. ↑  وصلة مرجع: https://www.landrucimetieres.fr/spip/spip.php?article5999.
6. 1 2 3  مذكور في: فنانو معهد هولندا لتاريخ الفن. مُعرِّف فناني معهد هولندا لتاريخ الفن (RKDartists): 67478. الوصول: 21 فبراير 2023. لغة العمل أو لغة الاسم: الهولندية.
7. ↑  مذكور في: IdRef. مُعرِّف النظام الجامعي للتوثيق (IdRef): 098323326. الوصول: 6 مارس 2020. الناشر: وكالة الفهرسة للتعليم العالي. لغة العمل أو لغة الاسم: الفرنسية.
8. ↑  "Vera Rokhlina (Rockline) ★". modernartconsulting.ru. مؤرشف من الأصل في 2020-02-24. اطلع عليه بتاريخ 2017-05-02.
9. ↑  "Vera Rockline (Russian, 1896-1934) , The Card Players". www.christies.com (بالإنجليزية). Archived from the original on 2020-08-24. Retrieved 2017-05-02.